# Acreichthys
Acreichthys es un género de peces lija de la familia Monacanthidae, del orden de los Tetraodontiformes.

## Especies
Especies reconocidas del género:
- Acreichthys hajam Bleeker, 1851
- Acreichthys radiatus Popta, 1900
- Acreichthys tomentosus Linnaeus, 1758

### Lectura recomendada
- Matsuura, K. (2014): Taxonomy and systematics of tetraodontiform fishes: a review focusing primarily on progress in the period from 1980 to 2014. Ichthyological Research, 62 (1): 72-113.